# Rock elektroniczny
Rock elektroniczny (znany również jako synthrock, electro-rock, techno-rock lub digital rock) – gatunek muzyki rockowej, w którym dominującym jest wykorzystanie instrumentów elektronicznych. Rock elektroniczny jest częścią szerokiego nurtu muzyki elektronicznej.
Pod koniec lat 60. wraz z rozwojem rocka psychodelicznego i progresywnego, muzycy reprezentujący te style zaczęli używać znacznie udoskonalonych syntezatorów. Elektroniczne brzmienie stało się wręcz synonimem progresywności. Pionierami zastosowania elektroniki w muzyce rockowej były takie brytyjskie zespoły i tacy twórcy, jak Yes, King Crimson, Camel, Keith Emerson i inni. W muzyce tych grup wykorzystanie elektronicznych instrumentów było tylko jednym z elementów brzmienia. Odmienne podejście przyjęli niemieccy muzycy rockowi, którzy w swej twórczości praktycznie wyłącznie oparli się na elektronicznym instrumentarium. Do pionierów tego stylu należeli Tangerine Dream, Klaus Schulze i Ash Ra Tempel. W obecnych czasach rock elektroniczny jest wykonywany przez zespoły jak np. AWOLNATION, Twenty One Pilots czy Imagine Dragons.
Z czasem z elektronicznego rocka wykształciła się cała gama stylów muzycznych takich jak: ambient, electronica, elektroniczna muzyka taneczna, techno, a także industrial. Elektroniczne brzmienie jest także dominujące w muzycznej emanacji filozofii new age.